# Sindangmandi (Anyar)
Sindangmandi is een bestuurslaag in het regentschap Serang van de provincie Banten, Indonesië. Sindangmandi telt 3943 inwoners (volkstelling 2010).